# Giuseppe Cordero Lanza di Montezemolo

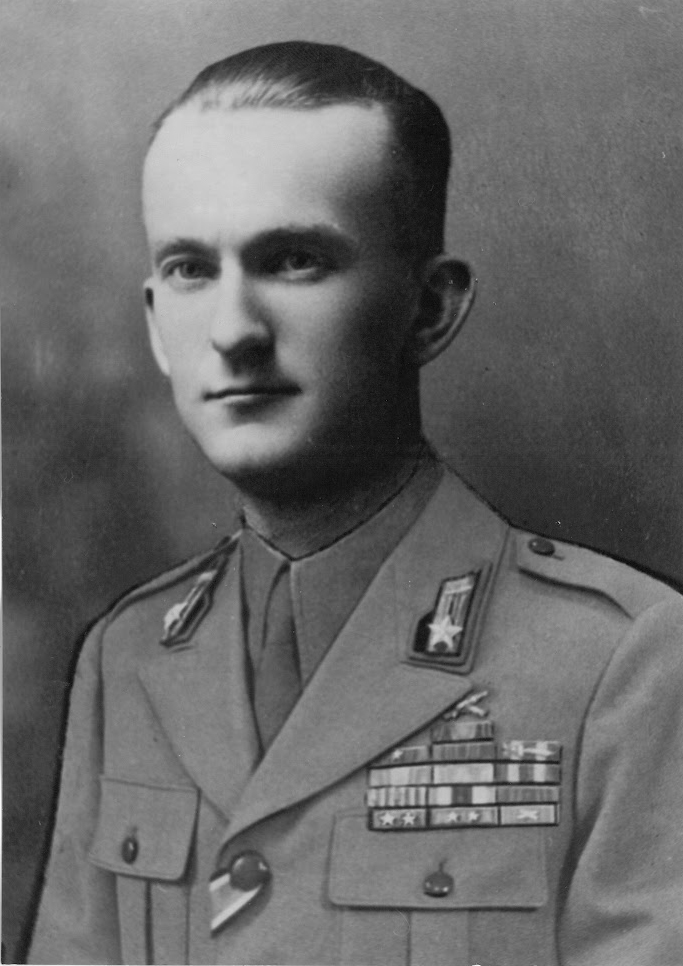
Giuseppe Cordero Lanza di Montezemolo (etwa 1943)

Giuseppe Cordero Lanza di Montezemolo (* 26. Mai 1901 in Rom; † 24. März 1944 ebenda) war ein italienischer Pionieroffizier und Widerstandskämpfer. Er wurde vom deutschen Sicherheitsdienst gefangen genommen, gefoltert und in einer Vergeltungsaktion erschossen.

## Leben
Er entstammte einer alten piemontesischen Adelsfamilie (wie der ehemalige Ferrari-Chef Luca Cordero di Montezemolo), die seit Jahrhunderten zahlreiche Offiziere, Diplomaten und Kardinäle (zuletzt Andrea Cordero Lanza di Montezemolo) hervorgebracht hatte. Giuseppe di Montezemolo trat im Alter von 17 Jahren als Freiwilliger in die italienische Armee ein und nahm am Ersten Weltkrieg teil. Danach studierte er Bauingenieurwesen und lehrte als Hauptmann an der Militärakademie. Nach einem Generalstabslehrgang kommandierte er ein Fernmeldebataillon (gehörte damals zur Pioniertruppe), mit dem er auch am Spanischen Bürgerkrieg teilnahm. Ab 1940 diente er im Generalstab (Comando Supremo). Im Juni 1943 befehligte er als Oberst einen Pionierverband, einen Monat später wurde er Büroleiter des neuen italienischen Regierungschefs Pietro Badoglio. In der von deutschen Truppen besetzten Stadt Rom wirkte er ab September 1943 unter dem Decknamen Ingenieur Giacomo Cateratto in einer monarchistisch ausgerichteten Widerstandsgruppe, für die er auch Kontakt mit der Regierung Badoglio, mit Alliierten und mit dem Comitato di Liberazione Nazionale hielt. Die deutschen Besatzungsbehörden und die faschistische Regierung der Italienischen Sozialrepublik setzten bald ein hohes Kopfgeld auf Montezemolo aus, den sie nach einigen Wochen im Haus seines Mitstreiters, Leutnant Filippo De Grenet, festnahmen. Beide Männer wurden in der römischen Niederlassung des SD in der Via Tasso lange gefoltert. Sie gaben jedoch keine Informationen über den Widerstand preis. Montezemolo wurden nach und nach die Zähne ausgerissen, dann die Finger- und Zehennägel. Am 24. März 1944, einen Tag nach dem Attentat in der Via Rasella einer römischen Gruppe der Resistenza auf eine Kompanie des SS-Polizeiregiments „Bozen“, wurde Montezemolo zusammen mit insgesamt 335 Gefangenen als Vergeltungsmaßnahme vom SD beim Massaker in den Ardeatinischen Höhlen erschossen. Für jeden getöteten deutschen Polizisten forderte der SD vom Direktor des römischen Gefängnisses Rebibbia zehn Gefangene. Darunter befanden sich auch Cordero Lanza di Montezemolo und De Grenet. Die beiden Offiziere wurden postum mit dem höchsten italienischen Militärorden der Medaglia d’oro al Valore Militare (Tapferkeitsmedaille in Gold) ausgezeichnet.